# Tunde Baiyewu
Tunde Baiyewu (nascido como Tunde Emanuel Baiyewu, Londres, 25 de novembro de 1968) é um músico britânico mais conhecido por fazer parte da dupla musical britânica Lighthouse Family. Desde 2004 ele segue carreira solo, lançando o álbum, Tunde.

## Início de carreira
Baiyewu nasceu em Londres, mas se mudou para a Nigéria com cinco anos de idade, após a morte do pai. Dez anos depois voltou para Londres, onde frequentou a Universidade de Northumbria, em Newcastle e obteve diploma em contabilidade. Após se formar, Tunde espalhou anúncios, procurando por um cantor e compositor, consequentemente encontrou Paul Tucker, surgindo assim a parceria que viria a formar a dupla Lighthouse Family, que encerraria suas atividades em 2004, com Tunde seguindo carreira solo e Paul formando uma nova banda, The Orange Lights.